# Kai-Uwe Thiessenhusen
Kai-Uwe Thiessenhusen (* 1961 in Rostock) ist ein in Berlin lebender Physiker und Autor.

## Leben
Thiessenhusen studierte zunächst an der Sektion Physik der Wilhelm-Pieck-Universität Rostock. Er lebt seit 1985 in Berlin und promovierte 1995 mit der Arbeit Strukturen an den 3:2 Resonanzen der Monde Prometheus und Pandora im B-Ring des Saturn an der Universität Potsdam. Er ist bei der Bundesanstalt für Materialforschung und -prüfung beschäftigt.
Thiessenhusen ist zudem Redakteur der Zeitschrift Bahn-Report, für die er aus den Bundesländern Berlin, Brandenburg und Mecklenburg-Vorpommern berichtet. Als Autor liegen von ihm vor allem mehrere Radwanderführer vor, die er gemeinsam mit Axel von Blomberg verfasst hat.

## Werke (Auswahl)
- Oberflächenspannung kleiner Teilchen. In: Wissenschaftliche Zeitschrift der Wilhelm-Pieck-Universität Rostock 34 (1985), S. 48–55 (gemeinsam mit Reinhard Mahnke, Jürn Schmelzer).
- Strukturen an den 3:2 Resonanzen der Monde Prometheus und Pandora im B-Ring des Saturn. Logos-Verlag, Berlin 1996, ISBN 978-3-931216-04-7.
- Der Berliner Mauerweg. Grünes Herz, Ilmenau 2013, ISBN 978-3-86636-135-5 (gemeinsam mit Axel von Blomberg).
- Kleines Berliner Mauerbuch. Rhinoverlag, Ilmenau 2014, ISBN 978-3-95560-031-0 (gemeinsam mit Axel von Blomberg).
- Der Havel-Radweg. Grünes Herz, Ilmenau 2016, ISBN 978-3-86636-139-3 (gemeinsam mit Axel von Blomberg).
- Der Rasende Roland. Rhinoverlag, Ilmenau 2017, ISBN 978-3-95560-057-0 (gemeinsam mit Axel von Blomberg).
- Die schönsten Radfernwege in Brandenburg. Publicpress, Geseke 2017, ISBN 978-3-89920-825-2 (gemeinsam mit Axel von Blomberg).